# ابن قلاقس الإسكندري
أبو الفتح  نصر الله بن عبد الله المعروف بابن قلاقس والقاضي المعز (1137-1172)، هو شاعر ومؤلف عربي مصري من الإسكندرية. أمضى السنوات الأخيرة من حياته في السفر على نطاق واسع عبر صقلية واليمن. وتحتوي قصائده ورسائله التي تركها على الكثير من المعلومات القيمة للمؤرخين.

## حياته
ولد ابن قلاقس سنة 532 هـ (1137 م) في الإسكندرية، التي كانت آنذاك جُزءاً من الخلافة الفاطمية. انتقل إلى القاهرة لتلقي تعليمه، ودرس على يد أبي طاهر السلفي. وفي سنة 1165/6 كتب إلى القائد الصقلي أبي القاسم بن حمود بن الحجر يطلب منه المساعدة المالية في الحج إلى مكة. واجه صعوبات عائلية في مصر ولم يستطع الذهاب للحج، وبدلًا من ذلك قَبِل دعوة أبي القاسم للذهاب إلى جزيرة صقلية، التي كانت قد سقطت من يدي الخلافة الفاطمية، وآنذاك جزءًا من مملكة النورمان، لكنها احتفظت بثقافة عربية نابضة بالحياة. وصل إلى مسينة في 11 أيار 1168، وبقي في الجزيرة على الأقل حتى نيسان 1169.
وفي صقلية أقام في باليرمو في بيت راعيه أبي القاسم، وذلك أن باليرمو كانت معقل حكم المسلمين والفاطميين. وصل إلى باليرمو في 9 حزيران 1168 في بداية شهر رمضان، وقضى الأشهر التالية في زيارة حدائق الحوض الذهبي (بالإيطالية: Conca d'Oro) والقصور الملكية التي خلَّفها المسلمون هناك. أهدى قصائده إلى أبي القاسم وأولاده الثلاثة أبي بكر وعمر وعثمان.
وفي صيف عام 1168م، وقع خلاف بينه وبين أبي القاسم، ربما بسبب صداقته مع السديد أبي المقارم هبة الله بن الحصري. وبينما كان يستعد للعودة إلى مصر، تلقى هدية عبارة عن جبن، وزبدة، وزيت، وتونة، وقطن، وجوز، ولوز، وبندق، وقمح، ودقيق، وأشياء أخرى. ورغم أنه لم يذكر من أين جاءت الهدية، فمن المرجح أنها كانت من البلاط الملكي. وبعد فترة وجيزة، حظي بمقابلة مع الملك وليام الأول والملكة مارغريت. وكتب قصائد للملوك ولريتشارد القايد، وهو مسلم سابق، وقد يكون مَن قام بترتيب اللقاء.
ومن باليرمو، ذهب إلى تيرميني، وتشيفالو، وكارونيا، وباتي، وأوليفيري،  وميلازو قبل أن يتوقف في سرقوسة من أجل ركوب السفينة إلى مصر. وهناك كتب قصيدة اعتذار إلى أبي القاسم، فقبلها أبو القاسم حينئذ. عاد إلى باليرمو عبر لينتيني وقلعة أبي ثور وتيرميني. عاد إلى باليرمو في 2 كانون الثاني 1169، عندما كتب قصيدة عن ولادة ابن لأحد إخوة أبي القاسم. كتب قصيدة وداع في نيسان 1169 وغادر صقلية بعد فترة وجيزة.
في أواخر عام 1169 أو أوائل عام 1170، سافر إلى اليمن، التي كانت خاضعة لحكم الزريعيين آنذاك، الذين اعترفوا بسُلطة الفاطميين. مر عبر ميناء عيذاب، الذي يقع في مصر اليوم. تعرض لحادث غرق سفينة بعد وقت قصير من مغادرته صقلية. ربما كان الغرض من زيارته تجاريًا أو دبلوماسيًا، حيث حثه الشاعر الفاطمي عمارة اليمني على مقابلة وزير عدن، أبو بكر العيدي. في اليمن، بالإضافة إلى عدن، زار زبيد أيضًا.
وفي رحلة عودته إلى عيذاب، تعرض لحادث غرق آخر، هذه المرة في أرخبيل دهلك . فاضطر إلى طلب ضيافة سلطان دهلك. أثناء إقامته في دهلك، رأى أطلال ميناء بادي القديم، والذي وصفه في قصيدة. ثم وصل إلى عيذاب، حيث توفي سنة 567 هـ (1172 م).

## كتاباته
وقد نُشر شعر ابن قلاقيس في ديوان بعد جمعه وتحقيقه. وتمتدح قصائده العديد من الحكام والمسؤولين المهمين في مصر وصقلية واليمن. ويمتدح آخر الخلفاء الفاطميين ووزراءهم مثل ابن مسال وشاور.
كما نجت مجموعة من رسائل ابن قلاقيس في شكل رواية رسائلية عُنونَت " التراسل" . وكتب إلى أصدقائه ورعاته ومسؤولي الفاطميين في كل من مصر واليمن.
كما ألف كتابًا هو (الزهر الباسم في أوصاف أبي القاسم) تكريمًا لأبي القاسم. وقد ورد ذكره نثرًا وشعرًا في خريدة عماد الدين الأصفهاني، في باب شعراء مصر. يصف العمل بالتفصيل رحلاته في صقلية، وخاصة في المقدمة. كما أن هذا العمل مهم جدًا لتأسيس شجرة عائلة أبي القاسم.

### الطبعات
- الديوان، خليل مطران. القاهرة: مطبعة الجوايب، 1905.
- الديوان، سهام الفريح. الكويت: مكتبات المعلا، 1988.
- تراسل بن قلاقيس الإسكندري، عبد العزيز بن نصير المانع. الرياض: جامعة الملك سعيد، 1984.
- الزهر الباسم والعرف النسيم في مديح الآجال لأبي القاسم،، عبد العزيز بن نصير المانع. الرياض: جامعة الملك سعيد، 1984.
  - ترجمه أدالجيسا دي سيموني (بالإيطالية: Adalgisa De Simone) إلى الإيطالية وعنونه: روائع وأسرار صقلية في كتاب لابن قلاقيس (بالإيطالية: Splendori e misteri di Sicilia in un'opera di Ibn Qalāqis) في مسينيا، 1996.

## ملحوظات
1. ↑  أحيانًا يُسمى أبو الفتوح.
2. ↑  لقد وصف هوغو فالكاندوس العداوة بين أبي القاسم، (أشرف وأقوى المسلمين الصقليين)، والسديد، (أغنى المسلمين)، الذي ربما يعود تاريخ صداقته مع ابن قلاقيس إلى عام 1161.
3. ↑  ميكيلي أماري يعتقد أن المكان الذي يشير إليه هو ليبر.
4. ↑  ويُسمى أيضًا الزهر الباسم والعرف النسيم في مديح الأجل أبي القاسم.